# Ве
Ве (др.-исл. Vé) — скандинавский бог, один из трех братьев-богов (Вили, Ве и Один), создавших Мидгард, мир людей. Ве часто рассматривается как одна из ипостасей Одина. Однако, в «Перебранке Локи» и «Саге об Инглингах» указывается, что Вили и Ве правили в отсутствие Одина державой и спали с его женой Фригг.

## Происхождение бога Ве
Бури породил Бора, у которого было три сына: Один, Вили и Ве.

## Деяния
Один с братьями убили Имира, и из его тела сотворили мир. Плоть Имира стала землей, кровь — морем, кости — горами, череп — небом, волосы — лесом, а ресницы — стенами Мидгарда.
Сыновья Бора подняли землю, устроили на ней Мидгард, а затем оживили деревянные изваяния людей, населив ими своё царство.
В мифе говорится, что поначалу люди были бездыханны и не имели судьбы. Оживили их боги, но дали судьбу людям норны.
Боги устроили небесный свод и определили роли Солнца и Луны, упорядочив движение этих светил и, таким образом, установив смену суток и месяцев.
На этом этапе обустройства мира боги, к тому же, обуздывают змея Ёрмунганда, волка Фенрира и хозяйку царства мертвых Хель.